# Peacock (cràter)
Peacock és un cràter de l'asteroide de la família Coronis del cinturó principal, (243) Ida, situat amb el sistema de coordenades planetocèntriques a -2 ° de latitud nord i 52 ° de longitud est. Fa un diàmetre de 0.2 km. El nom va ser fet oficial per la UAI el 1997 i fa referència a Peacock, un sistema de coves a Florida (Estats Units d'Amèrica).